# Riserva naturale integrale Piaie Longhe-Millifret
La riserva naturale integrale Piaie Longhe-Millifret è un'area naturale protetta che è situata tra i comuni di Fregona e Farra d'Alpago, all'estremità sud-occidentale del Cansiglio. Culmina con il monte Millifret (1581 m)
La zona, caratterizzata da rocce calcaree che favoriscono vari fenomeni carsici, è in gran parte boscosa (faggi) e, per quanto riguarda la flora, vanta di numerose specie assai rare se non minacciate. Per quanto riguarda la fauna, essa è un punto di passaggio sulle rotte migratorie degli uccelli ma ospita anche diverse specie stanziali, in particolare rapaci e tetraonidi.